# Thomas Gomminginger
Thomas Gomminginger (* 3. März 1966 in Heidelberg) ist ein ehemaliger deutscher Fußballspieler und heutiger Fußballfunktionär.

## Karriere als Spieler
Thomas Gomminginger begann mit dem Fußballspiel als E-Jugendlicher beim VfB Leimen. Bereits in der D-Jugend wechselte er zum SV Sandhausen, wo er die weiteren Jugendstationen durchlief. In der Saison 1982/83 spielte er mit der A-Jugend des SV Sandhausen um die Deutsche A-Jugendmeisterschaft. Die Mannschaft, aus der nachfolgend mit Hansi Flick, Rainer Zietsch, Stefan Emmerling und Thomas Gomminginger vier Spieler Bundesligaprofi wurden, scheiterte in der K.-o.-Runde am FC Schalke 04 (u. a. mit Olaf Thon und Michael Skibbe). Mit 17 Jahren schon stand Gomminginger in der Oberligaelf des Vereins und hatte großen Anteil am Meistertitel der Sandhausener im Jahre 1985. Im Sommer 1985 wechselte er als Profi zum VfB Stuttgart, für den er zwölf Bundesligaspiele bestritt, aber 1987 bereits wieder verließ. Von 1987 bis 1992 machte er für den VfR Mannheim 151 Pflichtspiele in der damals drittklassigen Oberliga Baden-Württemberg. Im Februar 1994 beendete er nach Ende seines Universitätsstudiums aus beruflichen Gründen seine aktive Fußballlaufbahn.

## Nach der Spielerkarriere
Parallel zu seiner Spielerkarriere absolvierte er ein BWL-Studium an der Universität Mannheim, das er nach einem sechsmonatigen Auslandsaufenthalt und Studium an der Lander University in Greenwood 1993 als Diplom-Kaufmann erfolgreich abschloss. Danach arbeitete er von 1993 bis 1999 für die Konzerne ABB und Deutsche Bahn im Immobilienmanagement. Nebenberuflich war der B-Lizenz-Inhaber von 1994 bis 1997 Trainer der Herrenmannschaft des Heidelberger Stadtteilvereins FC Ziegelhausen-Peterstal, mit dem er nach der ersten Saison 1995 als Meister der damaligen A-Klasse in die Bezirksliga aufstieg und im Folgejahr 1996 den Kreispokalsieg errang. Im Jahr 1999 erwarb er, nach einem berufsbegleitenden Zweitstudium an der European Business School in Oestrich-Winkel, den Titel eines Immobilienökonoms. Im selben Jahr wechselt er zur Deutschen Bank nach Frankfurt, bei der er bis 2008 im Immobilienbereich als Bereichsleiter für das Flächenmanagement der Inlandsbank verantwortlich war. Seit 2018 ist er ist seinem Wohnort kommunalpolitisch für B90/Die Grünen aktiv. 2020 wurde er zum 1. Vorsitzendern des Ortsverbandes gewählt.

## Wechsel in das Fußballmanagement
Nach 15 Jahren in leitenden Funktionen der Immobilienwirtschaft suchte er eine neue berufliche Herausforderung, die er erneut im Fußballsport fand. Derzeit ist Thomas Gomminginger beim Bundesligisten TSG 1899 Hoffenheim zuständig für die duale Laufbahnbegleitung junger Fußballtalente und den Spielbetrieb der U-23-Mannschaft des Vereins (aktuell in der Regionalliga Südwest).